# Богучанська ГЕС
Богучанська ГЕС — гідроелектростанція на річці Ангара, у міста Кодинськ Кежемського району Красноярського краю. Входить до Ангарського каскаду ГЕС, будучи його четвертим, нижнім ступенем.
Маючи проектну потужність 2997 МВт, входить до числа найбільших гідроелектростанцій Росії. Будівництво Богучанської ГЕС, яке велося з 1974 по 2014 рік, є рекордним за тривалістю в історії російської гідроенергетики. Будівництво Богучанської ГЕС велося на паритетних засадах компаніями «РусГідро» і «Русал» в рамках державної програми комплексного розвитку Нижнього Приангар'я . Введення в експлуатацію перших агрегатів відбулося 15 жовтня 2012 року. Введення ГЕС на повну потужність відбулося у липні 2015 роки після наповнення водосховища до проектної позначки 208 метрів (цей рівень був досягнутий 17 червня 2015 року).
Гідроелектростанція має велике значення для економічного розвитку Нижнього Приангар'я і Сибірського економічного регіону, більшу частину вироблюваної ГЕС електроенергії планується використовувати для енергопостачання споруджуваного Богучанського алюмінієвого заводу та інших перспективних промислових підприємств. Будівництво Богучанської ГЕС критикується низкою громадських організацій, зокрема, Світовим фондом дикої природи и Грінпіс.

## Природні умови
Основні споруди Богучанської ГЕС розташовані на річці Ангара у Кодинському створі, за 444 км від гирла річки, в тайгово-лісовій зоні. У створі греблі Ангара тече в широтному напрямку, перетинаючи скельний масив, складений осадовими породами кембрію і ордовику, розірваними інтрузією долеритів. Ширина річкової долини в створі на рівні водосховища становить 2-3 кілометри, береги скельні, асиметричні, близько підходять до русла. Правий берег уривистий, в багатьох місцях підмивається річкою; лівий берег пологіший, на ньому виділяються невеликі тераси. У руслі річки в місці перетину інтрузії є шивери. Нижче створу долина річки розширюється, досягаючи 10 км. Бетонні споруди ГЕС розміщені на інтрузії долеритів, кам'яно-накидна гребля — переважно на осадових породах. Фонова сейсмічність території відповідно до карти ЗСР-97С становить 7 балів за шкалою MSK-64 (повторюваність 1 раз на 5000 років), згідно з результатами мікросейсморайонування — 6 балів.
Річка Ангара в створі Богучанської ГЕС має площу водозбору 831000 км². Стік річки в значній мірі зарегульований озером Байкал і вищерозташованими водосховищами — Іркутським, Братським і Усть-Ілімським. Максимальна припливна витрата води (ймовірність 0,01% з гарантійною поправкою) становить 16 210 м³/с. Клімат в районі розташування Богучанської ГЕС різко континентальний. Літо коротке і тепле, зима тривала і сувора. Середньорічна температура повітря коливається в межах від -2,6 до -4,3 °С, середньомісячна температура липня від +18,1° до +18,8°С, січня - від -24,4° до -27,4°С. Абсолютний мінімум температур становить -60 °С, абсолютний максимум +38 °С.

## Історія
Підготовчі роботи з будівництва почалися в 1974 році. Проект було виконано інститутом Гідропроект у 1976 році. Будівництво електростанції почалося в 1980 році, але було призупинено 1994 року через відсутність фінансування. Робота над проектом відновилася 2005 року, коли РАО ЄЕС (тодішній власник РусГідро) і Русал домовилися про розробку спільного проекту Будівництво відновлено в 2007 роціПерша турбіна була відправлена у 2008 році. Початок заповнення водосховища — травень 2012 і в серпні того ж року, перші дві турбіни були встановлені. 15 жовтня 2012 вони почали функціонувати і повну потужність, як очікується, повинні були досягнуті в 2013

## Опис
Богучанська гребля має 2587 м завдовжки: 774 м — залізобетонна гравітаційна зі станцією і 1813 м — кам'яно-накидна. У гідровузлі відсутні постійні суднопропускні споруди (до 2010 року був тимчасовий шлюз для пропуску суден і лісу в період будівництва, пізніше забетонований), у зв'язку з чим річкові судна через нього проходити не можуть.
Станція буде складатися з дев'яти радіально-осьових турбін з потужністю 333 МВт кожна і буде генерувати 17,6 млрд. кВт-год електроенергії на рік. Турбіни виробництва Силові машини. Власником і оператором буде електростанції ВАТ Богучанська ГЕС, спільним підприємством РусГідро і Русал. Велика частина електроенергії електростанції має використовуватися, зокрема, Богучанським алюмінієвим комбінатом, який повинен встати до ладу у 2013 році.